# Гізульф II (герцог Фріульський)
Гізульф II — герцог Фріульський з бл. 591 року, син і спадкоємець герцога Гізульфа I.

## Біографія
Гізульф II та Гайдоальд (герцог Трентський) конфліктували з королем лангобардів Агілульфом, поки не помирились з ним в 602 або 603 році. Гізульф у союзі з аварами напав на Істрію.
Він брав участь у місцевих церковних справах. Як стверджує Павло Диякон єпископи-«схизматики Істрії та Венеції» утекли під його захист.
Найвизначніша подія його правління трапилась в 611 або 602 році. Коли авари напали на Італію землі Гізульфа виявились першими на їх шляху. Герцог зібрав військо та вирушив їм назустріч, проте був розгромлений аварами, які переважали його армію чисельно. Гізульф загинув у бою, залишивши 4 синів і 4 дочок від дружини Ромільди. Його старші сини Тассо і Какко спадкували йому.
Молодші сини Гізульфа Радоальд і Грімоальд утекли до свого родича герцога Беневентського Арехіза I. Обидва вони згодом стали герцогами Беневентськими, а Грімоальд був навіть королем лангобардів. Дочка Гізульфа Гейла вийшла заміж за герцога Баварського Гарібальда II.